# Championnat de Chine de hockey sur glace
Le Championnat de Chine de hockey sur glace est le meilleur niveau de hockey sur glace en Chine, il y a 6 équipes dans la ligue.

## Champions
- 2017: Unknown
- 2016: Unknown
- 2015: Qiqihar 1[1]
- 2014: Harbin
- 2013: Qiqihar 1[1]
- 2012: Qiqihar[2]
- 2011: Harbin[3]
- 2010: Qiqihar[4]
- 2009: Qiqihar
- 2008: Qiqihar
- 2007: Harbin
- 2006: Qiqihar
- 2005: Qiqihar
- 2004: Qiqihar
- 2003: Harbin
- 2002: Harbin
- 2001: Qiqihar
- 2000: Qiqihar
- 1999: Harbin
- 1998: Qiqihar
- 1997: Qiqihar
- 1996: Qiqihar
- 1995: Qiqihar
- 1994: Qiqihar
- 1993: Qiqihar
- 1992: Not contested
- 1991: Nei Menggol
- 1990: Not contested
- 1989: Harbin
- 1988: Changchun
- 1986: Harbin
- 1984: Harbin
- 1983: Jiamusi
- 1979: Qiqihar
- 1977: Harbin
- 1976: Harbin
- 1975: Harbin
- 1974: Tsitsikhar
- 1973: Harbin
- 1972: Heilungkiang
- 1963-1971: Not contested/Unknown
- 1962: Qiqihar